# Liste des monuments historiques de Stekene
Cette page regroupe l'ensemble des monuments classés de la ville belge de Stekene.
| Objet                                                                                                 | Statut du classement? | Année de construction/architecte | Section communale | Adresse             | Coordonnées                      | Numéro d'inventaire | Illustration                                            |
| --- | --------------------- | -------------------------------- | ----------------- | ------------------- | -------------------------------- | ------------------- | ------------------------------------------------------- |
| (nl) Burgerhuis                                                                                       |                       |                                  | Stekene           | Bormte 2            | 51° 12′ 08″ nord, 4° 02′ 20″ est | 15430               | Téléverser                                              |
| (nl) Herenhuis ca. 1870, neogotisch gebouw                                                            |                       |                                  | Stekene           | Bormte 108          | 51° 12′ 00″ nord, 4° 02′ 34″ est | 15435               | Téléverser                                              |
| (nl) Hoekhuisje                                                                                       |                       |                                  | Stekene           | Brugstraat 45       | 51° 12′ 03″ nord, 4° 02′ 02″ est | 15438               | Téléverser                                              |
| (nl) Herenhuis XIX                                                                                    |                       |                                  | Stekene           | Brugstraat 65A      | 51° 11′ 58″ nord, 4° 02′ 00″ est | 15439               | Téléverser                                              |
| (nl) Kapel Onze-Lieve-Vrouw-Onbevlekt-Ontvangen, 1854                                                 |                       |                                  | Stekene           | Brugstraat          | 51° 11′ 58″ nord, 4° 01′ 56″ est | 15442               | (nl) Kapel Onze-Lieve-Vrouw-Onbevlekt-Ontvangen, 1854   |
| (nl) Gemeentehuis 1882-83, neogotische stijl                                                          | Oui                   |                                  | Stekene           | Dorpsstraat 1       | 51° 12′ 21″ nord, 4° 02′ 28″ est | 15443               | (nl) Gemeentehuis 1882-83, neogotische stijl            |
| (nl) Eenheidsbebouwing enkelhuizen, drukkerij Van Hoye                                                |                       |                                  | Stekene           | Dorpsstraat 19      | 51° 12′ 18″ nord, 4° 02′ 27″ est | 15444               | Téléverser                                              |
| (nl) Eenheidsbebouwing enkelhuizen, drukkerij Van Hoye                                                |                       |                                  | Stekene           | Dorpsstraat 23      | 51° 12′ 18″ nord, 4° 02′ 27″ est | 15444               | Téléverser                                              |
| (nl) Breedhuis                                                                                        |                       |                                  | Stekene           | Dorpsstraat 29      | 51° 12′ 18″ nord, 4° 02′ 24″ est | 15446               | Téléverser                                              |
| (nl) Enkelhuis XIX-XX, oprit naar brouwerij Thuysbaert                                                |                       |                                  | Stekene           | Dorpsstraat 37      | 51° 12′ 15″ nord, 4° 02′ 24″ est | 15447               | Téléverser                                              |
| (nl) Dubbelhuis                                                                                       |                       |                                  | Stekene           | Dorpsstraat 39      | 51° 12′ 16″ nord, 4° 02′ 22″ est | 15448               | Téléverser                                              |
| (nl) Herenhuis                                                                                        |                       |                                  | Stekene           | Dorpsstraat 46      | 51° 12′ 18″ nord, 4° 02′ 18″ est | 15449               | Téléverser                                              |
| (nl) Herenhuis XIX                                                                                    |                       |                                  | Stekene           | Dorpsstraat 70      | 51° 12′ 15″ nord, 4° 02′ 16″ est | 15451               | Téléverser                                              |
| (nl) Dubbelhuis                                                                                       |                       |                                  | Stekene           | Dorpsstraat 92      | 51° 12′ 10″ nord, 4° 02′ 17″ est | 15452               | Téléverser                                              |
| (nl) Hoekhuis                                                                                         |                       |                                  | Stekene           | Dorpsstraat 97      | 51° 12′ 10″ nord, 4° 02′ 19″ est | 15453               | Téléverser                                              |
| (nl) Hoekhuis                                                                                         |                       |                                  | Stekene           | Dorpsstraat 99      | 51° 12′ 10″ nord, 4° 02′ 19″ est | 15453               | Téléverser                                              |
| (nl) Breedhuis                                                                                        |                       |                                  | Stekene           | Dorpsstraat 105     | 51° 12′ 08″ nord, 4° 02′ 16″ est | 15455               | Téléverser                                              |
| (nl) Enkelhuis                                                                                        |                       |                                  | Stekene           | Dorpsstraat 119     | 51° 12′ 07″ nord, 4° 02′ 14″ est | 15456               | Téléverser                                              |
| (nl) Gebouwen van maalderij Haentjes met woonhuis en achterin gelegen dienstgebouw. Houten staakmolen |                       |                                  | Stekene           | Ijzerhandstraat 1   |                                  | 15457               | Téléverser                                              |
| (nl) Afspanning Den Arker XIX                                                                         | Oui                   |                                  | Stekene           | Kerkstraat 1        | 51° 12′ 23″ nord, 4° 02′ 26″ est | 15458               | Téléverser                                              |
| (nl) Parochiekerk Heilig Kruis, kruiskerk                                                             | Oui                   |                                  | Stekene           | Kerkstraat          | 51° 12′ 25″ nord, 4° 02′ 27″ est | 15459               | "                                                       |
| (nl) Sint-Jozefinstituut; hoofdgebouw en kapel (nu klaslokaal)                                        |                       |                                  | Stekene           | Kerkstraat 4        | 51° 12′ 26″ nord, 4° 02′ 24″ est | 15460               | Téléverser"                                             |
| (nl) Burgerhuis                                                                                       |                       |                                  | Stekene           | Kerkstraat 8        | 51° 12′ 28″ nord, 4° 02′ 24″ est | 15461               | Téléverser "                                            |
| (nl) Ouderlingentehuis; moderne gebouwen en laat-neogot                                               |                       |                                  | Stekene           | Kerkstraat 14       | 51° 12′ 30″ nord, 4° 02′ 21″ est | 15462               | Téléverser"                                             |
| (nl) Herenhuis 1884                                                                                   |                       |                                  | Stekene           | Kerkstraat 59       | 51° 12′ 28″ nord, 4° 02′ 19″ est | 15464               | Téléverser                                              |
| (nl) Jongensschool 1865                                                                               |                       |                                  | Stekene           | Kerkstraat 65       | 51° 12′ 30″ nord, 4° 02′ 17″ est | 15465               | Téléverser                                              |
| (nl) Kapel Heilige Antonius, neogotische kapel                                                        |                       |                                  | Stekene           | Kiekenhaag          | 51° 13′ 11″ nord, 4° 01′ 58″ est | 15466               | (nl) Kapel Heilige Antonius, neogotische kapel          |
| (nl) Dubbelhuis, huis De Cramme                                                                       |                       |                                  | Stekene           | Kiekenhaag 25       | 51° 13′ 10″ nord, 4° 02′ 13″ est | 15467               | Téléverser                                              |
| (nl) Boerenhuis                                                                                       |                       |                                  | Stekene           | Kiekenhaag 45       | 51° 13′ 11″ nord, 4° 02′ 32″ est | 15469               | Téléverser                                              |
| (nl) Boerenhuis                                                                                       |                       |                                  | Stekene           | Kiekenhaag 65       | 51° 13′ 14″ nord, 4° 02′ 51″ est | 15470               | Téléverser                                              |
| (nl) School en klooster der HIeronymieten: directiegebouw                                             |                       |                                  | Stekene           | Nieuwstraat 15      | 51° 12′ 31″ nord, 4° 02′ 42″ est | 15475               | Téléverser                                              |
| (nl) Kapel Heilig Hart, neogotisch ca. 1876                                                           |                       |                                  | Stekene           | Oost-Eindeken       | 51° 12′ 37″ nord, 4° 02′ 44″ est | 15476               | (nl) Kapel Heilig Hart, neogotisch ca. 1876             |
| (nl) Dubbelhuis XIX                                                                                   |                       |                                  | Stekene           | Oost-Eindeken 24    | 51° 12′ 39″ nord, 4° 02′ 48″ est | 15478               | Téléverser                                              |
| (nl) Boerenhuis 1804                                                                                  |                       |                                  | Stekene           | Oost-Eindeken 36    | 51° 12′ 41″ nord, 4° 02′ 54″ est | 15479               | Téléverser "                                            |
| (nl) Gemeentepomp; gietijzeren neogotische pomp, 1873                                                 | Oui                   |                                  | Stekene           | Polenlaan           | 51° 12′ 23″ nord, 4° 02′ 28″ est | 15480               | (nl) Gemeentepomp; gietijzeren neogotische pomp, 1873   |
| (nl) Pastorie, herenhuis 1785                                                                         | Oui                   |                                  | Stekene           | Polenlaan           | 51° 12′ 25″ nord, 4° 02′ 30″ est | 15483               | Téléverser                                              |
| (nl) Burgerhuis met zadeldak                                                                          |                       |                                  | Stekene           | Polenlaan 55        | 51° 12′ 32″ nord, 4° 02′ 35″ est | 15488               | Téléverser                                              |
| (nl) Burgerhuizen XIX                                                                                 |                       |                                  | Stekene           | Polenlaan 57        | 51° 12′ 33″ nord, 4° 02′ 36″ est | 15489               | Téléverser                                              |
| (nl) Burgerhuizen XIX                                                                                 |                       |                                  | Stekene           | Polenlaan 59        | 51° 12′ 33″ nord, 4° 02′ 36″ est | 15489               | Téléverser                                              |
| (nl) Burgerhuis Art Nouveau stijl                                                                     |                       |                                  | Stekene           | Polenlaan 62        | 51° 12′ 29″ nord, 4° 02′ 37″ est | 15491               | Téléverser                                              |
| (nl) Twee enkelhuizen, datering 1779                                                                  |                       |                                  | Stekene           | Polenlaan 88        | 51° 12′ 32″ nord, 4° 02′ 38″ est | 15494               | Téléverser                                              |
| (nl) Twee enkelhuizen, datering 1779                                                                  |                       |                                  | Stekene           | Polenlaan 90        | 51° 12′ 32″ nord, 4° 02′ 38″ est | 15494               | Téléverser                                              |
| (nl) Pitzenburghoeve, met woonhuis, 1848 datering                                                     |                       |                                  | Stekene           | Potaardestraat 10   | 51° 12′ 40″ nord, 4° 02′ 41″ est | 15496               | Téléverser                                              |
| (nl) Gebouw, stationsgebouw                                                                           |                       |                                  | Stekene           | Spoorwegwegel 33    | 51° 12′ 12″ nord, 4° 02′ 42″ est | 15497               | (nl) Gebouw, stationsgebouw                             |
| (nl) Arbeidershuisjes                                                                                 |                       |                                  | Stekene           | Stadionstraat 12    | 51° 12′ 18″ nord, 4° 02′ 33″ est | 15498               | Téléverser                                              |
| (nl) Arbeidershuisjes                                                                                 |                       |                                  | Stekene           | Stadionstraat 52    | 51° 12′ 18″ nord, 4° 02′ 33″ est | 15498               | Téléverser                                              |
| (nl) Burgerhuizen                                                                                     |                       |                                  | Stekene           | Stadionstraat 29    | 51° 12′ 19″ nord, 4° 02′ 34″ est | 15499               | Téléverser                                              |
| (nl) Burgerhuizen                                                                                     |                       |                                  | Stekene           | Stadionstraat 31    | 51° 12′ 19″ nord, 4° 02′ 34″ est | 15499               | Téléverser                                              |
| (nl) Burgerhuizen                                                                                     |                       |                                  | Stekene           | Stadionstraat 47    | 51° 12′ 19″ nord, 4° 02′ 34″ est | 15499               | Téléverser                                              |
| (nl) Burgerhuizen                                                                                     |                       |                                  | Stekene           | Stadionstraat 62    | 51° 12′ 19″ nord, 4° 02′ 34″ est | 15499               | Téléverser                                              |
| (nl) Dubbelhuis 1771                                                                                  |                       |                                  | Stekene           | Stadionstraat 42    | 51° 12′ 18″ nord, 4° 02′ 35″ est | 15500               | Téléverser                                              |
| (nl) Herenhuis                                                                                        |                       |                                  | Stekene           | Stadionstraat 60    | 51° 12′ 15″ nord, 4° 02′ 37″ est | 15501               | Téléverser                                              |
| (nl) Herberg Onder 't Rieten dakje, boerenhuisje                                                      |                       |                                  | Stekene           | Voorhout 112        | 51° 13′ 17″ nord, 4° 03′ 55″ est | 15502               | Téléverser                                              |
| (nl) Arbeidershuisje met jaarsteen 1660                                                               |                       |                                  | Stekene           | Zeshoekstraat 6     | 51° 12′ 00″ nord, 4° 01′ 54″ est | 15503               | Téléverser                                              |
| (nl) Dubbelhuis                                                                                       |                       |                                  | Stekene           | Zeshoekstraat 7     | 51° 11′ 57″ nord, 4° 01′ 52″ est | 15504               | Téléverser                                              |
| (nl) Kapel Onze-Lieve-Vrouw van Lourdes 1857                                                          |                       |                                  | Stekene           | Zeshoekstraat       | 51° 12′ 10″ nord, 4° 01′ 20″ est | 15505               | (nl) Kapel Onze-Lieve-Vrouw van Lourdes 1857            |
| (nl) Bakstenen ommegangskapelletje                                                                    |                       |                                  | Kemzeke           | Breedstraat         | 51° 14′ 19″ nord, 4° 02′ 49″ est | 15506               | (nl) Bakstenen ommegangskapelletje                      |
| (nl) Herenhuis                                                                                        |                       |                                  | Kemzeke           | Hoekstraat 5        | 51° 12′ 20″ nord, 4° 04′ 31″ est | 15509               | Téléverser                                              |
| (nl) Enkelhuis, jaartal 1786                                                                          |                       |                                  | Kemzeke           | Hoekstraat 10       | 51° 12′ 21″ nord, 4° 04′ 35″ est | 15510               | Téléverser                                              |
| (nl) Hoekhuis                                                                                         |                       |                                  | Kemzeke           | Kemzekedorp 1       | 51° 12′ 22″ nord, 4° 04′ 34″ est | 15512               | Téléverser                                              |
| (nl) Burgerhuis 1927 gedateerd                                                                        |                       |                                  | Kemzeke           | Kemzekedorp 9       | 51° 12′ 22″ nord, 4° 04′ 36″ est | 15513               | Téléverser                                              |
| (nl) Burgerhuis 1927 gedateerd                                                                        |                       |                                  | Kemzeke           | Kemzekedorp 9A      | 51° 12′ 22″ nord, 4° 04′ 36″ est | 15513               | Téléverser                                              |
| (nl) Herenhuis, gebouwd in 1776 als dubbelhuis                                                        |                       |                                  | Kemzeke           | Kemzekedorp 15      | 51° 12′ 21″ nord, 4° 04′ 38″ est | 15515               | Téléverser                                              |
| (nl) Gemeentehuis, classicisme, 1750 gedateerd, dubbelh                                               | Oui                   |                                  | Kemzeke           | Kemzekedorp 29      | 51° 12′ 25″ nord, 4° 04′ 42″ est | 15516               | (nl) Gemeentehuis, classicisme, 1750 gedateerd, dubbelh |
| (nl) Gemeentepomp arduin XIX                                                                          |                       |                                  | Kemzeke           | Molenstraat         | 51° 12′ 25″ nord, 4° 04′ 42″ est | 15517               | Téléverser                                              |
| (nl) Herenhuis dubbelhuistype, gedateerd 1807                                                         |                       |                                  | Kemzeke           | Kemzekedorp 30      | 51° 12′ 25″ nord, 4° 04′ 38″ est | 15518               | Téléverser                                              |
| (nl) Burgerhuis                                                                                       |                       |                                  | Kemzeke           | Kemzekedorp 36      | 51° 12′ 26″ nord, 4° 04′ 40″ est | 15520               | Téléverser                                              |
| (nl) Hoekhuis 1894                                                                                    |                       |                                  | Kemzeke           | Kemzekedorp 38      | 51° 12′ 26″ nord, 4° 04′ 41″ est | 15521               | Téléverser                                              |
| (nl) Parochiekerk Sint-Jacobus                                                                        | Oui                   |                                  | Kemzeke           | Molenstraat 2       | 51° 12′ 25″ nord, 4° 04′ 45″ est | 15522               | (nl) Parochiekerk Sint-Jacobus                          |
| (nl) Pastorie, herenhuis 1866                                                                         |                       |                                  | Kemzeke           | Kemzekestraat 1     | 51° 12′ 28″ nord, 4° 04′ 46″ est | 15523               | Téléverser                                              |
| (nl) Boerenhuisje                                                                                     |                       |                                  | Kemzeke           | Kemzekestraat 3     | 51° 12′ 30″ nord, 4° 04′ 46″ est | 15524               | Téléverser                                              |
| (nl) Boerenburgerhuis met dubbelhuisopstand, jaartal 17                                               |                       |                                  | Kemzeke           | Kwakkelstraat 102   | 51° 11′ 17″ nord, 4° 03′ 46″ est | 15525               | Téléverser                                              |
| (nl) Boerenhuis dubbelhuistype                                                                        |                       |                                  | Kemzeke           | Kwakkelstraat 82    | 51° 11′ 23″ nord, 4° 03′ 30″ est | 15526               | Téléverser                                              |
| (nl) Enkelhuis 1905                                                                                   |                       |                                  | Kemzeke           | Regentiestraat 9    | 51° 12′ 21″ nord, 4° 04′ 29″ est | 15527               | Téléverser                                              |
| (nl) Kapel Onze-Lieve-Vrouw van Lourdes 1878                                                          |                       |                                  | Kemzeke           | Regentiestraat      | 51° 12′ 21″ nord, 4° 04′ 29″ est | 15528               | (nl) Kapel Onze-Lieve-Vrouw van Lourdes 1878            |
| (nl) Dubbelhuis                                                                                       |                       |                                  | Kemzeke           | Stationsstraat 9    | 51° 12′ 25″ nord, 4° 04′ 33″ est | 15531               | Téléverser                                              |
| (nl) Gebouwen, hoeve, Voorhouthoeve, ANNO/1661                                                        |                       |                                  | Kemzeke           | Voorhout 146        | 51° 13′ 24″ nord, 4° 03′ 49″ est | 15534               | Téléverser                                              |
| (nl) Heilige Barbarakapel XIX                                                                         |                       |                                  | Petit-Sinay       | Abelendreef 1       | 51° 11′ 18″ nord, 3° 59′ 11″ est | 15535               | Téléverser                                              |
| (nl) Statiekapelletje                                                                                 |                       |                                  | Petit-Sinay       | Abelendreef         | 51° 11′ 19″ nord, 3° 59′ 20″ est | 15536               | Téléverser                                              |
| (nl) Hoevetje XVIII-XIX                                                                               |                       |                                  | Petit-Sinay       | Abelendreef 17      | 51° 11′ 23″ nord, 3° 59′ 20″ est | 15537               | Téléverser                                              |
| (nl) Kasteel Ter Eiken, 1893, neo-tradionele stijl                                                    |                       |                                  | Petit-Sinay       | Kasteelstraat 59    | 51° 11′ 10″ nord, 3° 59′ 03″ est | 15538               | Téléverser                                              |
| (nl) Parochiekerk Onze-Lieve-Vrouw, neogotische kerk                                                  |                       |                                  | Petit-Sinay       | Koebrugstraat 2     | 51° 11′ 05″ nord, 3° 59′ 13″ est | 15539               | (nl) Parochiekerk Onze-Lieve-Vrouw, neogotische kerk    |
| (nl) Pastorie, alleenstaand dubbelhuis                                                                | Oui                   |                                  | Petit-Sinay       | Koebrugstraat 4     | 51° 11′ 04″ nord, 3° 59′ 15″ est | 15540               | Téléverser                                              |
| (nl) Postkantoor, stationsgebouw                                                                      |                       |                                  | Petit-Sinay       | Koebrugstraat 14    | 51° 11′ 00″ nord, 3° 59′ 13″ est | 15541               | Téléverser                                              |
| (nl) Boerderij met woonhuis, stal, schuur, waterpomp                                                  |                       |                                  | Petit-Sinay       | Koebrugstraat 88    | 51° 10′ 48″ nord, 3° 59′ 54″ est | 15542               | Téléverser                                              |
| (nl) Boudelohoeve, abdijhoeve met woonhuis 1660                                                       |                       |                                  | Petit-Sinay       | Koebrugstraat 98    | 51° 10′ 41″ nord, 3° 59′ 52″ est | 15543               | Téléverser                                              |
| (nl) Schoolgebouw 1870                                                                                |                       |                                  | Petit-Sinay       | Pannenhuisstraat 7  | 51° 11′ 10″ nord, 3° 59′ 19″ est | 15544               | Téléverser                                              |
| (nl) Kapellehof, boerderij, 1862                                                                      |                       |                                  | Petit-Sinay       | Pannenhuisstraat 11 | 51° 11′ 12″ nord, 3° 59′ 24″ est | 15545               | Téléverser                                              |
| (nl) Kapel Onze-Lieve-Vrouw ten Troost 1872                                                           |                       |                                  | Petit-Sinay       | Pannenhuisstraat    | 51° 11′ 14″ nord, 3° 59′ 33″ est | 15546               | Téléverser                                              |
| (nl) Modern woonhuis, met statiekapel                                                                 |                       |                                  | Petit-Sinay       | Pannenhuisstraat 67 | 51° 11′ 18″ nord, 3° 59′ 42″ est | 15548               | Téléverser                                              |
| (nl) Gebouwen, Schaperijhoeve, met statiekapel                                                        |                       |                                  | Petit-Sinay       | Pannenhuisstraat    | 51° 11′ 22″ nord, 3° 59′ 39″ est | 15549               | Téléverser                                              |
| (nl) Grenspaal anno 1720                                                                              | Oui                   |                                  | Stekene           | Lekestraat          | 51° 14′ 29″ nord, 4° 01′ 28″ est | 200888              | (nl) Grenspaal anno 1720                                |
| (nl) Provinciale grenspaal                                                                            | Oui                   |                                  | Kemzeke           | De Stropersstraat   | 51° 14′ 51″ nord, 4° 03′ 52″ est | 200889              | (nl) Provinciale grenspaal                              |